# Phragmatobia pluto
Phragmatobia pluto är en fjärilsart som beskrevs av De Toulgoët 1987. Phragmatobia pluto ingår i släktet Phragmatobia och familjen björnspinnare. Inga underarter finns listade i Catalogue of Life.